# قسم قره بلاغ الريفي (مقاطعة فسا)
قسم قره‌بلاغ الريفي (بالفارسية: دهستان قره‌بلاغ) هي منطقة سكنية تقع في Sheshdeh and Qarah Bulaq District في إيران. يقدر عدد سكانها بـ 18,196 نسمة .